# Yolanda Ramírez
Yolanda del Monte Carmelo Ramírez (Teziutlán, Puebla, 1 de marzo de 1935 - Teziutlán, Puebla, 9 de marzo del 2025) fue una jugadora profesional mexicana de tenis  nombrada como la jugadora Mexicana del Milenio. Es integrante del Salón de la Fama de Wimbledon "Last Eight Club" y del Salón de la Fama de Roland Garros. Campeona nacional de México de sencillos en ocho ocasiones. La diestra llegó a ser número 6 en la clasificación mundial.

## Torneos de Grand Slam

### Finalista Individuales (2)
| Año  | Torneo        | Oponente en la Final | Resultado |
| 1960 | Roland Garros | Darlene Hard         | 6-3 6-4   |
| 1961 | Roland Garros | Ann Haydon-Jones     | 6-2 6-1   |

### Campeona Dobles (1)
| Año  | Torneo        | Pareja           | Oponentes en la final               | Resultado |
| 1958 | Roland Garros | Rosa María Reyes | Mary Bevis Hawton Thelma Coyne Long | 6-4 7-5   |

### Finalista Dobles (3)
| Año  | Torneo        | Pareja           | Oponentes en la final           | Resultado   |
| 1957 | Roland Garros | Rosa María Reyes | Shirley Bloomer Darlene Hard    | 7-5 4-6 7-5 |
| 1959 | Roland Garros | Rosa María Reyes | Sandra Reynolds Renee Schuurman | 2-6 6-0 6-1 |
| 1961 | US Open       | Edda Buding      | Darlene Hard Lesley Turner      | 6-4 5-7 6-0 |

### Campeona Dobles Mixtos (1)
| Año  | Torneo        | Pareja       | Oponentes en la final     | Resultado |
| 1958 | Roland Garros | Billy Knight | Rod Laver Renee Schuurman | 6-4 6-4   |

## Títulos (32)

### Individuales (29)
| N.º | Torneo             | País           |
| --- | ------------------ | -------------- |
| 1.  | Montgomery         | Estados Unidos |
| 2.  | Little Rock        | Estados Unidos |
| 3.  | Memphis            | Estados Unidos |
| 4.  | Buenos Aires       | Argentina      |
| 5.  | Caracas            | Venezuela      |
| 6.  | Montego Bay        | Jamaica        |
| 7.  | Hamburgo           | Alemania       |
| 8.  | Múnich             | Alemania       |
| 9.  | Aix en Provence    | Francia        |
| 10. | Canes              | Francia        |
| 11. | Nápoles            | Italia         |
| 12. | Berlín             | Alemania       |
| 13. | Club Rot Wiss      | Alemania       |
| 14. | Osten              | Bélgica        |
| 15. | Barcelona          | España         |
| 16. | Dublín             | Irlanda        |
| 17. | Londres            | Inglaterra     |
| 18. | Atlanta            | Estados Unidos |
| 19. | Niza               | Francia        |
| 20. | Estambul           | Turquía        |
| 21. | Beirut             | Líbano         |
| 22. | Atenas             | Grecia         |
| 23. | Kitzbühel          | Austria        |
| 24. | Montana            | Suiza          |
| 25. | San Juan           | Puerto Rico    |
| 26. | Sicilia            | Italia         |
| 27. | Reggio de Calabria | Italia         |
| 28. | Ortensi            | Italia         |
| 29. | Nápoles            | Italia         |

### Finalista en individuales (1)
| N.º | Fecha | Torneo      | País   |
| --- | ----- | ----------- | ------ |
| 1.  | 1957  | Monte Carlo | Mónaco |

### Campeona Dobles (3)
| N.º | Fecha | Torneo     | País   | Pareja           |
| --- | ----- | ---------- | ------ | ---------------- |
| 1.  | 1957  | Montecarlo | Mónaco | Rosa María Reyes |
| 1.  | 1959  | Roma       | Italia | Rosa María Reyes |
| 3.  | 1960  | Roma       | Italia | Margaret Hellyer |

## Resultados en Grand Slams (individuales)
| Torneo          | 1954 | 1955 | 1956 | 1957 | 1958 | 1959 | 1960 | 1961 | 1962 | 1963 |
| --------------- | ---- | ---- | ---- | ---- | ---- | ---- | ---- | ---- | ---- | ---- |
| Australian Open | A    | A    | A    | A    | A    | A    | A    | A    | SF   | A    |
| Roland Garros   | 3R   | A    | A    | 3R   | 3R   | 3R   | F    | F    | A    | 2R   |
| Wimbledon       | A    | A    | A    | 1R   | 2R   | CF   | 2R   | CF   | A    | A    |
| US Open         | A    | 3R   | 1R   | A    | A    | A    | A    | CF   | A    | CF   |

## Resultados en Grand Slams (dobles)
| Torneo          | 1957 | 1958 | 1959 | 1960 | 1961 | 1962 |
| --------------- | ---- | ---- | ---- | ---- | ---- | ---- |
| Australian Open | A    | A    | A    | A    | A    | F    |
| Roland Garros   | F    | G    | F    | A    | A    | A    |
| Wimbledon       | SF   | SF   | SF   | A    | A    | A    |
| US Open         | A    | A    | A    | A    | F    | A    |

## Juegos Panamericanos

### Finalista Individuales (3)
| Año  | Torneo            | Oponente en la final |
| 1955 | JP México 1955    | Rosa María Reyes     |
| 1959 | JP Chicago 1959   | Althea Gibson        |
| 1963 | JP São Paulo 1963 | Maria Bueno          |

### Campeona Dobles (1)
| Año  | Torneo          | Pareja           |
| 1959 | JP Chicago 1959 | Rosa María Reyes |

### Tercer lugar Dobles (1)
| Año  | Torneo            | Pareja         |
| 1963 | JP São Paulo 1963 | Elena Subirats |

### Campeona Dobles Mixtos (3)
| Año  | Torneo            | Pareja                       |
| 1955 | JP México 1955    | Gustavo Palafox              |
| 1959 | JP Chicago 1959   | Gustavo Palafox              |
| 1963 | JP São Paulo 1963 | Francisco "Pancho" Contreras |